# Saudova Arabija
Kraljevina Saudova Arabija (krajše Saudova Arabija, manj ustrezno tudi Saudska oz. po še veljavnem Slovenskem pravopisu Savdska Arabija) je obmorska država na Arabskem polotoku. Na severu meji na Jordanijo, Irak in Kuvajt, na vzhodu na Perzijski zaliv, Katar in Združene arabske emirate, na jugu na Oman in Jemen, ter na zahodu na Rdeče morje.
Država je znana predvsem kot izvoznica nafte. Izkoriščanje bogatih nahajališč nafte predstavlja 90 % izvoza in 75 % prihodkov države. Muslimani pravijo Saudovi Arabiji tudi »dežela dveh svetih mošej«; tu sta Meka in Medina, dva najsvetejša kraja v islamu.
Poleg tega je Saudova Arabija znana po svoji absolutistični državni ureditvi z islamom kot državno religijo. Vladajoča rodbina Saud upravlja državo kot dedno diktaturo in aktivno promovira nauke vahabizma, fundamentalistične oblike sunizma, na vseh področjih javnega življenja. Mednarodne organizacije pogosto kritizirajo oblast zaradi kršitev človekovih pravic (predvsem v povezavi s smrtno kaznijo in marginalizacijo žensk), v mednarodni politiki pa so sporne tudi finančne in ideološke povezave z islamskim terorizmom, tudi visokoprofilnimi skupinami, kot so Talibani in ISIL.

## Etimologija
Po združevanju kraljestva Hedžas in Nedžd je novo državo poimenoval al-Mamlakah al-ʿArabīyah As-Saʿūdīyah (transliteracija المملكة العربية السعودية v arabščini), s kraljevim dekretom 23. septembra 1932 njen ustanovitelj Abdulaziz bin Saud. Čeprav se to v običajno prevaja kot Kraljevina Savdska Arabija, dobesedno pomeni kraljestvo Savdske Arabije, ali Arabsko Savdsko kraljestvo.
Beseda Saudi izhaja iz elementa as-Saʿūdīyah v arabskem imenu države, ki je vrsta pridevnika, znanega kot nisba, sestavljenega iz dinastičnega imena saudove kraljeve družine, Al Saud (arabsko آل سعود). Njegova vključitev izraža stališče, da je država osebna last kraljeve družine. Al Saud je arabsko ime, ki je nastalo z dodajanjem besede Al, kar pomeni 'družina' ali 'hiša', osebnemu imenu prednika. V primeru Al Sauda je to Saud ibn Muhammad ibn Muqrin, oče ustanovitelja dinastije iz 18. stoletja, Mohameda bin Sauda.

## Zgodovina

### Prazgodovina
Obstajajo dokazi, da je človeško prebivališče na Arabskem polotoku segalo pred približno 125.000 leti. Študija iz leta 2011 je pokazala, da so prvi sodobni ljudje, ki so se razširili na vzhod čez Azijo, zapustili Afriko pred približno 75.000 leti čez Bab el Mandeba, ki povezuje Afriški rog in Arabijo. Arabski polotok velja za osrednjo osebnost v razumevanju evolucije in širjenja hominina. Arabija je v kvartarju doživela ekstremna okoljska nihanja, ki so povzročila globoke evolucijske in demografske spremembe. Arabija ima bogate zapise spodnjega paleolitika in količina Oldowan podobnih najdišč v regiji kaže na pomembno vlogo, ki jo je imela Arabija pri zgodnji homininski kolonizaciji Evrazije.
V neolitskem obdobju so cvetele pomembne kulture, kot je Al-Magar, katere središče je bilo v današnjem jugozahodnem Nadždu. Al-Magar bi lahko šteli za neolitsko revolucijo v človeškem znanju in rokodelskih veščinah. Za kulturo je značilno, da je bila ena prvih na svetu, ki je vključevala razširjeno udomačitev živali, zlasti konj, v obdobju neolitika. Poleg konj so bile odkrite živali, kot so ovce, koze, psi, zlasti pasme Saluki, noji, sokoli in ribe v obliki kamnitih kipov in skalnih gravur. Kipi Al-Magarja so bili izdelani iz lokalnega kamna in zdi se, da so bili kipi nameščeni v osrednji stavbi, ki bi lahko imela pomembno vlogo v družbenem in verskem življenju prebivalcev.
Novembra 2017 so v Šuvajmisu, hribovitem območju severozahodne Saudove Arabije, odkrili prizore lova, ki prikazujejo podobe najverjetneje udomačenih psov, ki spominjajo na kanaanskega psa in nosijo povodce. Te skalne gravure so stare več kot 8000 let, zaradi česar so najzgodnejše upodobitve psov na svetu..
Ob koncu 4. tisočletja pred našim štetjem je Arabija vstopila v bronasto dobo, potem ko je bila priča drastičnim preobrazbam; kovine so bile široko uporabljene, obdobje pa so zaznamovali 2 m visoki pokopi, ki jim je hkrati sledil obstoj številnih templjev, ki so vključevali številne prostostoječe skulpture, prvotno pobarvane z rdečimi barvami.
Maja 2021 so arheologi objavili, da bi lahko bilo 350.000 let staro najdišče Acheulean z imenom An Nasim v regiji Hail najstarejše človeško bivališče v severni Saudovi Arabiji. Najdišče je bilo prvič odkrito leta 2015 z daljinskim zaznavanjem in paleohidrološkim modeliranjem. Vsebuje usedline paleolazer, povezane s srednjepleistocenskimi materiali. 354 artefaktov, ročnih sekir in kamnitih orodij, kosmičev, ki so jih odkrili raziskovalci, je zagotovilo informacije o tradiciji izdelovanja orodij najzgodnejšega živečega človeka v jugozahodni Aziji. Poleg tega so paleolitski artefakti podobni materialnim ostankom, odkritim na Acheuleanskih najdiščih v puščavi Nefud.

### Predislamsko obdobje
Najzgodnejša sedeča kultura v Saudovi Arabiji sega v obdobje Ubaid, ko so v Dosariyah odkrili različne črepinje keramike. Začetna analiza odkritja je pokazala, da je bila vzhodna provinca Saudove Arabije domovina najzgodnejših naseljencev Mezopotamije in posledično verjetno izvor Sumercev. Vendar pa so strokovnjaki, kot je Joan Oates, imeli priložnost videti črepinje iz Ubaidskega obdobja v vzhodni Arabiji in posledično sklepati, da črepinje segajo v zadnji dve fazi Ubaidskega obdobja (obdobje 3 in 4), medtem ko bi lahko razvrstili nekaj primerov približno kot Ubaid 3 ali Ubaid 2. Tako je bila ideja, da so se kolonisti iz Saudove Arabije izselili v južno Mezopotamijo in ustanovili prvo sedečo kulturo v regiji, opuščena.
Podnebne spremembe in začetek suše so morda pripeljali do konca te faze poselitve, saj obstaja le malo arheoloških dokazov iz naslednjega tisočletja.[66] Poselitev regije se ponovno okrepi v obdobju Dilmuna v zgodnjem 3. tisočletju. Znani zapisi iz Uruka se nanašajo na kraj, imenovan Dilmun, ki je bil večkrat povezan z bakrom, v kasnejših obdobjih pa je bil vir uvoženega lesa v južni Mezopotamiji. Številni učenjaki so predlagali, da je Dilmun prvotno označeval vzhodno provinco Saudove Arabije, zlasti povezano z glavnima dilmunskima naselbinama Umm an-Nussi in Umm ar-Ramadh v notranjosti ter Tarout na obali. Verjetno je bil otok Tarout glavno pristanišče in glavno mesto Dilmuna. Mezopotamske glinene tablice z napisi kažejo, da je v zgodnjem obdobju Dilmuna obstajala oblika hierarhično organizirane politične strukture. Leta 1966 so zemeljska dela v Taroutu razkrila starodavno grobišče, ki je dalo velik, impresiven kip iz obdobja Dilmunita (sredina 3. tisočletja pr. n. št.). Kip je bil lokalno izdelan pod močnim mezopotamskim vplivom na umetniški princip Dilmuna.
Do leta 2200 pr. n. št. se je središče Dilmuna iz neznanih razlogov premaknilo iz Tarouta in celine Savdske Arabije na otok Bahrajn in tam je nastala visoko razvita naselbina, kjer so odkrili tempeljski kompleks in na tisoče grobnih gomil iz tega obdobja.
Do pozne bronaste dobe so zgodovinsko zapisana ljudstva in dežela (Midianci in Midianci) v severozahodnem delu Saudove Arabije dobro dokumentirana v Svetem pismu. S središčem v Tabuku se je raztezalo od Vadi Arabah na severu do območja al-Vejh na jugu. Prestolnica Midiana je bila Kuraja, sestavljena je iz velike utrjene citadele, ki obsega 35 hektarov, pod njo pa leži obzidano naselje na 15 hektarih. Mesto je gostilo kar 10 do 12 tisoč prebivalcev. Midjanci so bili prikazani v dveh velikih dogodkih v Svetem pismu, ki pripovedujeta o dveh vojnah Izraelskega kraljestva z Midjancem, nekje v zgodnjem 11. stoletju pr. Politično so bili Midianci opisani kot decentralizirana struktura, ki jo je vodilo pet kraljev (Evi, Rekem, Tsur, Hur in Reba), imena pa so videti kot toponimi pomembnih midianskih naselbin. Običajno je mnenje, da je Midjan označil za konfederacijo plemen, sedeči element se je naselil v Hidžazu, medtem ko so njegovi nomadski člani pasli in včasih ropali tako daleč kot Palestino. Nomadi Midianci so bili eni prvih izkoriščevalcev udomačevanja kamel, kar jim je omogočilo plovbo po surovih terenih v regiji.
Konec 7. stoletja pred našim štetjem se je v zgodovinskem gledališču severozahodne Arabije pojavilo nastajajoče kraljestvo. Začelo se je kot šejkstvo Dedan, ki se je razvilo v kraljestvo plemena Lihyan. Najzgodnejše potrdilo o državni kraljevini, kralj Lihjan, je bilo sredi 6. stoletja pred našim štetjem. V drugi fazi kraljestva je prišlo do preobrazbe Dedana iz zgolj mesta-države, na katerega so imeli edini vpliv znotraj mestnega obzidja, v kraljestvo, ki obsega veliko širšo domeno, ki je predstavljala vrhunec lihijske civilizacije. Tretja država se je zgodila v zgodnjem 3. stoletju pr. n. št. z izbruhom gospodarske dejavnosti med jugom in severom, zaradi česar je Lihjan pridobil velik vpliv, ki je ustrezal njegovemu strateškemu položaju na karavanski cesti.
Lihjan je bilo močno in visoko organizirano starodavno arabsko kraljestvo, ki je igralo ključno kulturno in gospodarsko vlogo v severozahodni regiji Arabskega polotoka. Lihjaniti so vladali veliki domeni od Jathriba na jugu in deloma Levanta na severu. V antiki se je Akabski zaliv imenoval Lihjan. Pričevanje velikega vpliva, ki ga je pridobil Lihjan.
Lihjaniti so padli v roke Nabatejcev okoli leta 65 pr. n. št., ko so zavzeli Hegro, nato pa so odkorakali v Tajmo in v njihovo prestolnico Dedan leta 9 pr. n. št. Nabatejci so vladali velikim delom severne Arabije, dokler njihove domene ni priključilo Rimsko cesarstvo, ki jo je preimenoval v Arabia Petraea, in ostali pod oblastjo Rimljanov do leta 630.

### Srednji vek in vzpon islama
Malo pred prihodom islama so razen mestnih trgovskih naselbin (kot sta Meka in Medina) velik del tega, kar naj bi postalo Saudova Arabija, naselile nomadske pastirske plemenske družbe. Islamski prerok Mohamed se je rodil v Meki okoli leta 570 n. št. V zgodnjem 7. stoletju je Mohamed združil različna plemena polotoka in ustvaril enotno islamsko versko državo. Po njegovi smrti leta 632 so njegovi privrženci hitro razširili ozemlje pod muslimansko oblastjo onkraj Arabije in v nekaj desetletjih osvojili ogromna in brez primere ozemlja (od Iberskega polotoka na zahodu do delov Srednje in Južne Azije na vzhodu). Arabija je kmalu postala bolj politično obrobna regija muslimanskega sveta, saj se je fokus preusmeril na prostrane in na novo osvojene dežele.
Arabci, ki izvirajo iz današnje Saudove Arabije, zlasti Hedžas, so ustanovili Rašidunski kalifat (632–661), Omajadski kalifat (661–750), Abasidski kalifat (750–1517) in Fatimidski kalifat (909–1171). Od 10. stoletja do zgodnjega 20. stoletja sta bili Meka in Medina pod nadzorom lokalnega arabskega vladarja, znanega kot Šarif iz Meke, vendar je bil Šarif večino časa dolžan zvestobo vladarju enega od večjih islamskih imperijev s sedežem v Bagdadu, Kairu ali Konstantinoplu. Večina preostalega dela Saudove Arabije se je vrnila k tradicionalni plemenski vladavini.
Večji del 10. stoletja so bili ismailsko-šiitski Karmati najmočnejša sila v Perzijskem zalivu. Leta 930 so Karmati oropali Meko in razjezili muslimanski svet, zlasti s krajo Črnega kamna. Leta 1077–1078 je arabski šejk po imenu Abdullah bin Ali Al Uyuni premagal Karmate v Bahrajnu in al-Hasi s pomočjo Velikega seldžuškega imperija in ustanovil rodbino Ujunid. Ujunidski emirat se je kasneje razširil, njegovo ozemlje pa se je raztezalo od Najda do Sirske puščave. Leta 1253 so jih strmoglavili Usfuridi. Vladavina Usfuridov je oslabela, potem ko so perzijski vladarji Hormuza leta 1320 zavzeli Bahrajn in Katif. Vazali Hormuza, šiitska dinastija Džarvanid, so v 14. stoletju zavladali vzhodni Arabiji. Džabridi so prevzeli nadzor nad regijo po strmoglavljenju Džarvanidov v 15. stoletju in se več kot dve desetletji spopadli s Hormuzom glede regije zaradi njenih gospodarskih prihodkov, dokler niso končno privolili v plačilo davka leta 1507. Pleme Al-Muntafiq je kasneje prevzelo regijo in prišlo pod osmansko oblast. Pleme Bani Khalid se jim je pozneje v 17. stoletju uprlo in prevzelo oblast. Njihova vladavina se je na vrhuncu raztezala od Iraka do Omana in tudi oni so prišli pod osmansko suverenost.

### Osmanski Hedžas
V 16. stoletju so Osmani cesarstvu dodali obalo Rdečega morja in Perzijskega zaliva (Hedžas, Asir in Al-Ahsa) in zahtevali suzerenstvo nad notranjostjo. Eden od razlogov je bil preprečiti portugalske poskuse napada na Rdeče morje (torej Hedžas) in Indijski ocean. Osmanska stopnja nadzora nad temi deželami se je v naslednjih štirih stoletjih spreminjala z nihajočo močjo ali šibkostjo centralne oblasti cesarstva. Te spremembe so prispevale k kasnejšim negotovostim, kot je spor s Transjordanijo glede vključitve sandžaka Ma'an, vključno z mestoma Ma'an in Akaba.

### Ustanovitev dinastije Saud
Nastanek tega, kar naj bi postalo saudova kraljeva družina, znana kot Al Saud, se je začela v Nedždu v osrednji Arabiji februarja 1727, ko je Mohamed bin Saud, ustanovitelj dinastije, združil moči z verskim voditeljem Muhamed ibn Abdul al-Vahab, ustanovitelj vahabitskega gibanja, stroge puritanske oblike sunitskega islama. To zavezništvo, ustanovljeno v 18. stoletju, je dalo ideološko spodbudo saudovi ekspanziji in še danes ostaja osnova dinastične vladavine Saudove Arabije.
Leta 1727 se je emirat Dirija, ustanovljen na območju okoli Rijada, hitro razširil in za kratek čas nadzoroval večino današnjega ozemlja Saudove Arabije, leta 1802 je oplenil Karbalo in leta 1803 zavzel Meko. Leta 1818 ga je uničil osmanski podkralj Egipta, Mohamed Ali Paša. Precej manjši emirat Nedžd je bil ustanovljen leta 1824. V preostalem delu 19. stoletja je Al Saud izpodbijal nadzor nad notranjostjo tega, kar naj bi postalo Saudova Arabija, z drugo arabsko vladajočo družino, Al Rašid, ki je vladala emiratu Džabal Šammar. Do leta 1891 je Al Rašid zmagal in Al Saud je bil pregnan v izgnanstvo v Kuvajt.
Na začetku 20. stoletja je Osmansko cesarstvo še naprej nadzorovalo ali imelo suverenost nad večino polotoka. V skladu s to vrhovnostjo je Arabiji vladala mešanica plemenskih vladarjev s šarifom iz Meke, ki je imel prednost in je vladal Hedžasu. Leta 1902 je Abdul Rahmanov sin, Abdul Aziz — pozneje znan kot Ibn Saud — ponovno prevzel nadzor nad Rijadom in pripeljal Al Saud nazaj v Nedžd, s čimer je nastala tretja »savdska država«. Ibn Saud je pridobil podporo Ihvana, plemenske vojske, ki jo je navdihnil vahabizem in jo je vodil Faisal Al-Dawish in ki je po ustanovitvi leta 1912 hitro rasla. S pomočjo Ihvana je Ibn Saud leta 1913 zavzel Al-Ahso iz rok Osmanov.
Leta 1916 je ob spodbudi in podpori Britanije (ki se je v prvi svetovni vojni bojevala proti Osmanom) šarif Meke, Husein bin Ali, vodil vsearabski upor proti Osmanskemu cesarstvu, da bi ustvaril združeno arabsko državo. Čeprav arabski upor med letoma 1916 in 1918 ni uspel doseči svojega cilja, je zmaga zaveznikov v prvi svetovni vojni povzročila konec osmanske suverenosti in nadzora v Arabiji in Husein bin Ali je postal kralj Hedžasa.
Ibn Saud se je izognil sodelovanju v arabskem uporu in namesto tega nadaljeval boj z Al Rašidom. Po dokončnem porazu slednjega je leta 1921 prevzel naziv sultan Nedžda. S pomočjo Ihvana je bilo v letih 1924–25 osvojeno kraljestvo Hedžas, 10. januarja 1926 pa se je Ibn Saud razglasil za kralja Hedžasa. Naslednjih pet let je upravljal oba dela svojega dvojnega kraljestva kot ločeni enoti.
Po osvojitvi Hedžasa se je cilj vodstva Ihvana preusmeril na širitev vahabističnega kraljestva v britanske protektorate Transjordanija, Irak in Kuvajt ter začel napad na ta ozemlja. To je naletelo na nasprotovanje Ibn Sauda, saj je spoznal nevarnost neposrednega spopada z Britanci. Istočasno je bil Ihvan razočaran nad domačo politiko Ibn Sauda, ki se je zdela naklonjena modernizaciji in povečanju števila nemuslimanskih tujcev v državi. Posledično so se obrnili proti Ibn Saudu in bili po dvoletnem boju poraženi leta 1929 v bitki pri Sabili, kjer so bili njihovi voditelji masakrirani. 23. septembra 1932 sta bili kraljevini Hedžas in Nedžd združeni v Kraljevino Saudovo Arabijo in ta datum je zdaj državni praznik, imenovan Saudski nacionalni dan.

### Po združitvi
Novo kraljestvo je bilo odvisno od omejenih prihodkov od kmetijstva in romanj. Leta 1938 so v regiji Al-Ahsa ob obali Perzijskega zaliva odkrili ogromne zaloge nafte, obsežni razvoj naftnih polj pa se je začel leta 1941 pod nadzorom ZDA, Aramco (Arabian American Oil Company). Nafta je Saudovi Arabiji zagotovila gospodarsko blaginjo in znaten politični vpliv na mednarodni ravni.
Hitro se je razvijalo kulturno življenje, predvsem v Hedžasu, ki je bil središče časopisov in radia. Vendar pa je velik pritok tujih delavcev v naftni industriji povečal že obstoječo nagnjenost k ksenofobiji. Hkrati je vlada postajala vse bolj zapravljiva in ekstravagantna. Do 1950-ih je to povzročilo velike javnofinančne primanjkljaje in čezmerno zadolževanje v tujini.
Leta 1953 je Saud iz Savdske Arabije po očetovi smrti nasledil kralja Saudove Arabije do leta 1964, ko je bil odstavljen v korist svojega polbrata Faisala po intenzivnem rivalstvu, ki so ga podžigali dvomi v kraljevi družini glede Saudove pristojnosti. Leta 1972 je Saudova Arabija pridobila 20-odstotni nadzor nad podjetjem Aramco in s tem zmanjšala nadzor ZDA nad nafto.
Leta 1973 je Saudova Arabija vodila bojkot nafte proti zahodnim državam, ki so podpirale Izrael v vojni Jom Kipur proti Egiptu in Siriji, kar je povzročilo štirikratni dvig cen nafte. Leta 1975 je Faisala ubil njegov nečak, princ Faisal bin Musaid, nasledil pa ga je njegov polbrat kralj Halid.
Do leta 1976 je Saudova Arabija postala največja proizvajalka nafte na svetu. V Halidovi vladavini je gospodarski in družbeni razvoj napredoval z izjemno hitro hitrostjo, preoblikovanje infrastrukture in izobraževalnega sistema države; v zunanji politiki so se razvile tesne vezi z ZDA. Leta 1979 sta se zgodila dva dogodka, ki sta močno skrbela vlado in sta dolgoročno vplivala na saudsko zunanjo in notranjo politiko. Prva je bila iranska islamska revolucija. Bilo je strah, da bi se lahko šiitska manjšina v državi v vzhodni provinci (kjer so tudi naftna polja) uprla pod vplivom svojih iranskih sovernikov. V regiji je bilo več protivladnih uporov, kot je vstaja Katifa leta 1979.
Drugi dogodek je bil zaseg Velike mošeje v Meki s strani islamističnih skrajnežev. Vpletene militante je delno jezilo to, kar so menili za korupcijo in neislamsko naravo saudske vlade. Vlada je po 10 dneh ponovno prevzela nadzor nad mošejo in zajete so usmrtili. Del odziva kraljeve družine je bil uveljavitev veliko strožjega spoštovanja tradicionalnih verskih in družbenih norm v državi (na primer zaprtje kinematografov) in dajanje Ulemi večje vloge v vladi. [119] Nobeden ni povsem uspel, saj se je islamizem še naprej krepil.
Leta 1980 je Savdska Arabija odkupila ameriške deleže v podjetju Aramco. Kralj Halid je umrl zaradi srčnega infarkta junija 1982. Nasledil ga je njegov brat, kralj Fahd, ki je svojemu imenu leta 1986 dodal naziv "Skrbnik dveh svetih mošej" kot odgovor na velik pritisk fundamentalistov, da bi se izognil uporabi »veličanstvo« v povezavi z vsem razen z Bogom. Fahd je še naprej razvijal tesne odnose z ZDA in povečal nakupe ameriške in britanske vojaške opreme.
Ogromno bogastvo, ustvarjeno s prihodki od nafte, je začelo še bolj vplivati na saudsko družbo. Vodil je do hitre tehnološke (ne pa kulturne) modernizacije, urbanizacije, množičnega javnega izobraževanja in ustvarjanja novih medijev. To in prisotnost vedno večjega števila tujih delavcev sta močno vplivala na tradicionalne saudske norme in vrednote. Čeprav je prišlo do dramatičnih sprememb v družbenem in gospodarskem življenju države, je politično moč še naprej monopolizirala kraljeva družina, kar je povzročilo nezadovoljstvo med številnimi Saudijci, ki so začeli iskati širšo udeležbo v vladi.
V 1980-ih je Saudova Arabija porabila 25 milijard dolarjev za podporo Sadamu Huseinu v iransko-iraški vojni vendar je Savdska Arabija leta 1990 obsodila iraško invazijo na Kuvajt in prosila ZDA, naj posredujejo. Kralj Fahd je dovolil namestitev ameriških in koalicijskih enot v Savdski Arabiji. Kuvajtsko vlado in številne njene državljane je povabil, naj ostanejo v Savdski Arabiji, vendar je državljane Jemna in Jordanije izgnal zaradi podpore njunih vlad Iraku. Leta 1991 so bile sile Savdske Arabije vključene v bombne napade na Irak in v kopensko invazijo, ki je pomagala osvoboditi Kuvajt.
Odnosi Saudove Arabije z Zahodom so začeli povzročati vse večjo zaskrbljenost med nekaterimi ulemami in študenti šeriatskega prava in so bili eno od vprašanj, ki so pripeljala do porasta islamističnega terorizma, pa tudi islamističnih terorističnih napadov v zahodnih državah. Osama bin Laden je bil saudski državljan (do odvzema državljanstva leta 1994) in je bil odgovoren za bombne napade na ameriško veleposlaništvo leta 1998 v vzhodni Afriki in bombni napad na USS Cole leta 2000 blizu pristanišča Aden v Jemnu. 15 od 19 teroristov, vpletenih v napade 11. septembra v New Yorku, Washingtonu, D. C., in blizu Shanksvilla v Pensilvaniji, je bilo saudskih državljanov. Mnogi Saudijci, ki niso podpirali islamističnih teroristov, so bili kljub temu globoko nezadovoljni z vladno politiko.
Islamizem ni bil edini vir sovražnosti do vlade. Čeprav je bila Saudova Arabija v 21. stoletju izjemno bogata, je gospodarstvo skoraj stagniralo. Visoki davki in rast brezposelnosti so prispevali k nezadovoljstvu in se odrazili v porastu državljanskih nemirov in nezadovoljstvu s kraljevo družino. Kot odgovor je kralj Fahd sprožil številne omejene reforme. Marca 1992 je uvedel »temeljni zakon«, ki je poudarjal dolžnosti in odgovornosti vladarja. Decembra 1993 je bil slovesno ustanovljen Posvetovalni svet. Sestavljajo ga predsednik in 60 članov – vse jih izbere kralj. Kraljev namen je bil odgovoriti na nestrinjanje, hkrati pa čim manj dejanskih sprememb statusa quo. Fahd je jasno povedal, da nima v mislih demokracije, in rekel: »Sistem, ki temelji na volitvah, ni v skladu z naša islamska vera, ki [odobri] vlado s posvetovanjem [shūrā].«
Leta 1995 je Fahd utrpel izčrpavajočo možgansko kap in prestolonaslednik Abdullah je prevzel vlogo de facto regenta in prevzel vsakodnevno vodenje države; vendar je njegovo avtoriteto oviral konflikt s Fahdovimi brati (s Fahdom znani kot "sedem Sudairijevih"). [126] Od 1990-ih so se znaki nezadovoljstva nadaljevali in v letih 2003 in 2004 so vključevali vrsto bombnih napadov in oboroženega nasilja v Rijadu, Džidi, Džanbuju in Khobarju. Februarja–aprila 2005 so v Savdski Arabiji potekale prve vsedržavne občinske volitve. Ženske niso smele sodelovati v anketi.
Leta 2005 je umrl kralj Fahd, nasledil ga je Abdulah, ki je nadaljeval politiko minimalnih reform in zatiranja protestov. Kralj je uvedel številne gospodarske reforme, katerih cilj je bil zmanjšati odvisnost države od prihodkov od nafte: omejena deregulacija, spodbujanje tujih naložb in privatizacija. Februarja 2009 je Abdullah napovedal vrsto vladnih sprememb v sodstvu, oboroženih silah in različnih ministrstvih za posodobitev teh institucij, vključno z zamenjavo višjih uslužbencev v sodstvu in Mutaween (verske policije) z bolj zmernimi posamezniki in imenovanjem prva namestnica ministra v državi.
29. januarja 2011 se je več sto protestnikov zbralo v mestu Džida v redkem prikazu kritike slabe mestne infrastrukture po smrtonosnih poplavah, ki so prizadele mesto in ubile 11 ljudi. Policija je demonstracije ustavila po približno 15 minutah in aretirala 30 do 50 ljudi.
Od leta 2011 Saudovo Arabijo prizadenejo lastni protesti arabske pomladi. V odgovor je kralj Abdullah 22. februarja 2011 napovedal vrsto ugodnosti za državljane v višini 36 milijard dolarjev, od katerih je bilo 10,7 milijarde dolarjev namenjenih za stanovanja. V paketu niso bile napovedane nobene politične reforme, čeprav so bili nekateri zaporniki, obtoženi finančnih zločinov, pomiloščeni. 18. marca istega leta je kralj Abdullah napovedal paket v vrednosti 93 milijard dolarjev, ki je vključeval 500.000 novih domov v vrednosti 67 milijard dolarjev, poleg tega pa je ustvaril 60.000 novih delovnih mest za varnost. Čeprav so 29. septembra 2011 potekale občinske volitve samo za moške, je Abdullah dovolil ženskam, da volijo in so izvoljene na občinskih volitvah leta 2015 ter da so bile imenovane v svet Shura.
Saudova Arabija je od leta 2001 izvajala široko cenzuro interneta. Večina spletne cenzure na splošno spada v dve kategoriji: ena temelji na cenzuriranju "nemoralnih" (večinoma pornografskih in LGBT-podpornih spletnih mest skupaj s spletnimi mesti, ki promovirajo katero koli versko ideologijo razen sunitskega islama) in druga temelji na črnem seznamu, ki ga vodi Ministrstvo za medije, ki predvsem cenzurira spletna mesta, ki so kritična do saudskega režima ali povezana s strankami, ki nasprotujejo Savdski Arabiji ali ji nasprotujejo.

## Geografija
Država zavzema približno 80 % površine Arabskega polotoka, največjega polotoka na svetu. Ker meja z Združenimi arabskimi emirati in Omanom na jugu ni natančno določena, tudi površina države ni, po referenčnem delu The World Factbook, ki ga izdaja ameriška Centralna obveščevalna agencija, pa je s približno 2.149.690 km² 13. največja država na svetu.
Večino ozemlja predstavlja Velika arabska puščava s polpuščavskimi predeli in pokrajino z nizkim grmičevjem, ki je pravzaprav sistem medsebojno povezanih puščav in vključuje tudi Rub al-Hali, dobesedno 'Prazni kvadrant' na jugu, največjo enotno peščeno puščavo na svetu. Na celotnem ozemlju praktično ni rek ali jezer, številčnejši so le vadiji, kjer je nekaj rodovitnejših rečnih usedlin. Glavni topografski element je osrednja planota, ki se strmo dviga iz Rdečega morja in se postopoma spusti v osrednjo regijo Nadžd ter proti Perzijskemu zalivu. Ob rdečemorski obali je ozka obalna planjava Tihama. Na jugozahodu je gorata provinca Asir, kjer se dviga najvišji vrh Džabal Sauda s 3133 m nadmorske višine. Saudova Arabija je dom več kot 2000 spečih vulkanov. Polja lave v Hedžasu, lokalno znana po arabskem imenu harrat (ednina je harrah), tvorijo eno največjih alkalijskih bazaltnih območij na Zemlji, ki pokriva približno 180.000 kvadratnih kilometrov.
Razen province Asir, kjer je čutiti vpliv monsunov iz Indijskega oceana, je podnebje vroče puščavsko z zelo visokimi dnevnimi temperaturami poleti in močnim padcem temperature ponoči. Povprečne poletne temperature so okoli 45 °C, vendar je lahko na najbolj skrajni ravni celo do 54 °C, ki se strmo spustijo ponoči, in skopimi padavinami. Pozimi temperatura redko pade pod 0 °C z izjemo večinoma severnih regij države, kjer letno sneženje, zlasti v gorskih regijah province Tabuk, ni neobičajno. Najnižja zabeležena temperatura do danes, −12,0 °C, je bila izmerjena v Turaifu.

### Biotska raznovrstnost
Saudova Arabija je dom petih kopenskih ekoregij: obalna meglena puščava Arabskega polotoka, savana v vznožju jugozahodne Arabije, gorski gozdovi jugozahodne Arabije, arabska puščava ter nubo-sindijska tropska puščava in polpuščava Rdečega morja. Divje živali so arabski leopard, volk, progasta hijena, mungos, pavijan, zajec, saharska mačka in jerboa. Živali, kot so gazele, oriksi, leopardi in gepardi, so bile razmeroma številne do 19. stoletja, ko so zaradi obsežnega lova te živali skoraj izumrle. Kulturno pomemben azijski lev se je v Saudovi Arabiji pojavljal do poznega 19. stoletja, preden so ga v divjini lovili do izumrtja. Ptice so sokoli (ki so ujeti in usposobljeni za lov), orli, jastrebi, peščeni jerebi in bulbule. Obstaja več vrst kač, od katerih so mnoge strupene. Saudova Arabija je dom bogatega morskega življenja. Zlasti Rdeče morje je bogat in raznolik ekosistem. V Rdečem morju je bilo zabeleženih več kot 1200 vrst rib in približno 10 odstotkov teh ni nikjer drugje. Sem spada tudi 42 vrst globokomorskih rib.
Bogata raznolikost je delno posledica 2000 km koralnega grebena, ki se razteza vzdolž njegove obale; ti obrobni grebeni so stari 5000–7000 let in so večinoma sestavljeni iz kamnitih acropor in porites. Grebeni tvorijo ploščadi in včasih lagune ob obali ter občasno druge značilnosti, kot so valji (kot je Modra luknja (Rdeče morje) v Dahabu). Te obalne grebene obiskujejo tudi pelagične vrste rib Rdečega morja, vključno z nekaterimi od 44 vrst morskih psov. Rdeče morje vsebuje tudi veliko grebenov na morju, vključno z več pravimi atoli. Številne nenavadne formacije grebenov na morju kljubujejo klasičnim (tj. Darwinovim) klasifikacijskim shemam koralnih grebenov in se na splošno pripisujejo visokim stopnjam tektonske aktivnosti, ki je značilna za to območje. Udomačene živali so legendarni arabski konj, arabska kamela, ovce, koze, krave, osli, kokoši itd. Zaradi prevladujočih puščavskih razmer v državi je rastlinski svet večinoma sestavljen iz zelišč, rastlin in grmovnic, ki potrebujejo malo vode. Datljeva palma (Phoenix dactylifera) je zelo razširjena.

### Upravna delitev
Saudova Arabija je upravno razdeljena na 13 provinc (arabsko مناطق إدارية; manatik idārija, ednina منطقة إدارية; mintaka idarija). Province so nadalje razdeljene na 118 guvernatov (arabsko: محافظات; muhafazat, ednina محافظة; muhafazah). To število vključuje 13 glavnih mest provinc, ki imajo drugačen status kot občine (arabsko: أمانة; amanah), ki jih vodijo župani (arabsko: أمين; amin). Guvernati so nadalje razdeljeni na podguvernate (arabsko: مراكز; marakiz, ednina مركز; markaz).
| Nr. | Provinca                    | Št, prebivalcev 2017 |
| --- | --------------------------- | -------------------- |
| 1   | al-Baha                     | 0.491.900            |
| 2   | al-Hudud (Severna regija)   | 0.383.100            |
| 3   | al-Džauf                    | 0.528.400            |
| 4   | Medina                      | 2.154.100            |
| 5   | al-Kasim                    | 1.464.800            |
| 6   | ar-Rijad                    | 8.276.700            |
| 7   | Aš-Šarkija (Vzhodna regija) | 4.977.500            |
| 8   | Asir                        | 2.288.500            |
| 9   | Ha'il                       | 0.715.400            |
| 10  | Džāzān                      | 1.636.600            |
| 11  | Meka                        | 8.479.400            |
| 12  | Nadžran                     | 0.607.100            |
| 13  | Tabuk                       | 0.946.300            |

## Gospodarstvo
Nafto so v Saudovi Arabiji v komercialnih količinah prvi odkrili Američani 3. marca 1938 v vrtini št. 7 pri Dammamu. Ekipo podjetja Standard Oil of California (SOCAL) je vodil geolog Max Steineke. To odkritje se je izkazalo za prvo od mnogih, s čimer je bil odkrit največji vir surove nafte na svetu. Za saudskega kralja so prihodki od prodaje nafte postali ključni vir bogastva, saj se mu ni bilo treba več zanašati na dajatve romarjev v Meko. Odkritje je za vedno spremenilo politična razmerja na Bližnjem Vzhodu. Od 1. januarja 2024 je Savdska Arabija članica mednarodnega ekonomskega združenja BRICS.

### Turizem
Čeprav večina turizma v Saudovi Arabiji še vedno v veliki meri vključuje verska romanja, se sektor turizma za prosti čas povečuje. Po podatkih Svetovne banke je državo leta 2012 obiskalo približno 14,3 milijona ljudi, kar jo uvršča na 19. mesto najbolj obiskanih držav na svetu. Turizem je pomemben sestavni del vizije 2030 in glede na poročilo, ki ga je izvedlo BMI Research leta 2018, imata verski in neverski turizem velik potencial za širitev.
Od decembra 2018 kraljestvo tujim obiskovalcem ponuja elektronski vizum za obisk športnih dogodkov in koncertov. Postopek pridobitve vizuma za "sharek" se je začel 15. decembra 2018, ko se je začela Saudi Ad Diriyah E Prix dirka. Septembra 2019 je kraljevina objavila svoje načrte za odprtje vlog za vizume za obiskovalce, kjer bi ljudje iz približno 50 držav lahko dobili turistične vizume. Januarja 2020 je bilo objavljeno, da so imetniki ameriškega, britanskega ali schengenskega vizuma upravičeni do saudskega elektronskega vizuma ob prihodu.
- Džabal Savda (3000 m)je v podobmočju 'Asir v gorovju Sarat
- Vas Dhi 'ain v provinci Al Bahah

| Največja mesta države Saudova Arabija Data.gov.sa (2013/2014/2016) | Največja mesta države Saudova Arabija Data.gov.sa (2013/2014/2016) | Največja mesta države Saudova Arabija Data.gov.sa (2013/2014/2016) | Največja mesta države Saudova Arabija Data.gov.sa (2013/2014/2016) | Največja mesta države Saudova Arabija Data.gov.sa (2013/2014/2016) | Največja mesta države Saudova Arabija Data.gov.sa (2013/2014/2016) | Največja mesta države Saudova Arabija Data.gov.sa (2013/2014/2016) | Največja mesta države Saudova Arabija Data.gov.sa (2013/2014/2016) | Največja mesta države Saudova Arabija Data.gov.sa (2013/2014/2016) | Največja mesta države Saudova Arabija Data.gov.sa (2013/2014/2016) |
|                                                                    | Rang                                                               |                                                                    | Regija                                                             | Preb.                                                              | Rang                                                               |                                                                    | Regija                                                             | Preb.                                                              |                                                                    |
| ------------------------------------------------------------------ | ------------------------------------------------------------------ | ------------------------------------------------------------------ | ------------------------------------------------------------------ | ------------------------------------------------------------------ | ------------------------------------------------------------------ | ------------------------------------------------------------------ | ------------------------------------------------------------------ | ------------------------------------------------------------------ | ------------------------------------------------------------------ |
| Rijad Džida                                                        | 1                                                                  | Rijad                                                              | Rijad                                                              | 6.506.700                                                          | 11                                                                 | Katif                                                              | Vzhodna                                                            | 559.300                                                            | Medina                                                             |
| Rijad Džida                                                        | 2                                                                  | Džida                                                              | Meka                                                               | 3.976.400                                                          | 12                                                                 | Khamis Mushait                                                     | Asir                                                               | 549,000                                                            | Medina                                                             |
| Rijad Džida                                                        | 3                                                                  | Meka                                                               | Meka                                                               | 1.919.900                                                          | 13                                                                 | Ha'il                                                              | Ha'il                                                              | 441.900                                                            | Medina                                                             |
| Rijad Džida                                                        | 4                                                                  | Medina                                                             | Medina                                                             | 1.271.800                                                          | 14                                                                 | Hafar al-Batin                                                     | Vzhodna                                                            | 416.800                                                            | Medina                                                             |
| Rijad Džida                                                        | 5                                                                  | Hofuf                                                              | Vzhodna                                                            | 1.136.900                                                          | 15                                                                 | Džubail                                                            | Vzhodna                                                            | 411.700                                                            | Medina                                                             |
| Rijad Džida                                                        | 6                                                                  | Ta'if                                                              | Meka                                                               | 1.109.800                                                          | 16                                                                 | Hardž                                                              | Rijad                                                              | 404.100                                                            | Medina                                                             |
| Rijad Džida                                                        | 7                                                                  | Damam                                                              | Vzhodna                                                            | 975.800                                                            | 17                                                                 | Abha                                                               | Asir                                                               | 392.500                                                            | Medina                                                             |
| Rijad Džida                                                        | 8                                                                  | Buraida                                                            | Al-Qassim                                                          | 658.600                                                            | 18                                                                 | Nadžran                                                            | Nadžran                                                            | 352.900                                                            | Medina                                                             |
| Rijad Džida                                                        | 9                                                                  | Hobar                                                              | Vzhodna                                                            | 626.200                                                            | 19                                                                 | Janbu                                                              | Al Madinah                                                         | 320.800                                                            | Medina                                                             |
| Rijad Džida                                                        | 10                                                                 | Tabuk                                                              | Tabuk                                                              | 609.000                                                            | 20                                                                 | Al Qunfudhah                                                       | Meka                                                               | 304.400                                                            | Medina                                                             |

### Dediščina
Saudski vahabizem je sovražen do kakršnega koli spoštovanja do pomembnih zgodovinskih ali verskih krajev zaradi strahu, da bi to lahko povzročilo širk (malikovanje), najpomembnejša zgodovinska muslimanska mesta (v Meki in Medini) pa sta v zahodni saudski regiji Hedžas. Posledično je bilo pod saudsko oblastjo ocenjenih 95 % zgodovinskih stavb v Meki, ki so večinoma stare več kot tisoč let, porušenih iz verskih razlogov. Kritiki trdijo, da je bilo v zadnjih 50 letih izgubljenih 300 zgodovinskih krajev, povezanih z Mohamedom, njegovo družino ali spremljevalci, zaradi česar je v Meki ostalo manj kot 20 struktur, ki izvirajo iz časa Mohameda [625]. Porušene stavbe vključujejo mošejo, ki jo je prvotno zgradila Mohamedova hči Fatima, in druge mošeje, ki so jih ustanovili Abu Bakr (Mohamedov tast in prvi kalif), Omar (drugi kalif), Ali (Mohamedov zet in četrti kalif) in Salman Perzijski (še en od Mohamedovih spremljevalcev).
Sedem kulturnih znamenitosti v Saudovi Arabiji je uvrščenih na Unescov seznam svetovne dediščine:
- arheološko najdišče Al-Hidžr (Mada'in Saleh);[102]
- zgodovinsko območje At-Turaif v oazi ad-Dir'ija;[103]
- staro mestno jedro Džide, vrata v Meko;[104]
- Oaza *Al-Ahsa, razvijajoča se kulturna krajina;[105]
- Skalna umetnost v provinci Ha'il;[106] in
- kulturno območje Ḥimā.[107]
- Kulturna krajina arheološkega območja Al-Faw[108]

Enajst drugih območij je od leta 2015 do danes vložilo prošnje za priznanje Unescu.
Leta 2023 je bila vpisana tudi naravna dediščina Uruq Bani Ma'arid, ki obsega zahodni del največjega prostranstva z vetrom napihanega peska na Zemlji, znanega kot Ar Rub al-Hali, in ohranja eno najbolj spektakularnih puščavskih pokrajin na Zemlji. Raznolika topografija ustvarja široko paleto habitatov prosto živečih živali, območje pa je svetovno znano zaradi ponovne naselitve ikoničnih puščavskih živali, vključno z arabskim oriksom (Oryx leucoryx) in arabsko peščeno gazelo (Gazella marica), v njihove naravne habitate po desetletja izumrtja v naravi. Premične sipine so tudi odličen in s kisikom nasičen habitat za nevretenčarje in plazilce, ki se potapljajo v pesek.
Na Unescov seznam nesnovne kulturne dediščine človeštva je vpisanih šest elementov: Al-Qatt Al-Asiri, ženska tradicionalna notranja stenska dekoracija v Asirju; Almezmar, bobnanje in ples s palicami; Znanje in prakse v zvezi z gojenjem kavnih zrn Khawlani, simbol radodarnosti; Alardah Alnajdiyah, ples, bobnanje in poezija v Savdski Arabiji; Lov s sokoli, živa človeška dediščina; Majlis, kulturni in družabni prostor.
Junija 2014 je Svet ministrov odobril zakon, ki Saudski komisiji za turizem in nacionalno dediščino daje sredstva za zaščito starodavnih relikvij in zgodovinskih krajev Saudove Arabije. V okviru Nacionalnega programa preobrazbe 2016, znanega tudi kot Saudska vizija 2030, je kraljevina namenila 900 milijonov evrov za ohranitev svoje zgodovinske in kulturne dediščine. Država sodeluje tudi v Mednarodnem zavezništvu za zaščito dediščine na območjih konfliktov (ALIPH), ustanovljenem marca 2017, s prispevkom v višini 18,5 milijona evrov.
Leta 2017 je prestolonaslednik Mohamed bin Salman obljubil, da bo Savdsko Arabijo vrnil k »zmernemu islamu« iz obdobja pred iransko revolucijo leta 1979. Tistega leta je bil ustanovljen nov center, King Salman Complex for the Prophet's Hadith, za spremljanje interpretacij hadisov preroka Mohameda, da bi preprečili njihovo uporabo za opravičevanje terorizma.
Marca 2018 se je prestolonaslednik srečal s canterburyjskim nadškofom med obiskom v Združenem kraljestvu in se obljubil, da bo spodbujal medverski dialog. Naslednji mesec se je kralj Salman v Rijadu srečal z vodjo vatikanskega Papeškega sveta za medverski dialog. Julija 2019 je UNESCO podpisal pismo s saudskim ministrom za kulturo, v katerem je Saudova Arabija Unescu prispevala 25 milijonov ameriških dolarjev za ohranjanje dediščine.

### Obleka
Oblačenje strogo sledi načelom hidžaba (islamsko načelo skromnosti, še posebej pri oblačenju). Pretežno ohlapna in padajoča, a prekrivajoča oblačila so primerna za puščavsko podnebje. Tradicionalno moški običajno nosijo belo oblačilo do gležnjev, tkano iz volne ali bombaža (znano kot thawb), s keffiyeh (velikim karirastim kvadratom bombaža, ki ga drži agal) ali ghutro (navaden bel kvadrat iz finejšega bombaža, ki ga prav tako drži na mestu agal), ki se nosi na glavi. V redkih hladnih dneh saudski moški čez to nosijo plašč iz kamelje dlake (bišt). V javnosti morajo ženske nositi črno abadžo ali druga črna oblačila, ki pokrivajo vse pod vratom, razen rok in nog, čeprav si večina žensk zaradi svoje vere pokriva glavo. Ta zahteva velja tudi za nemuslimanske ženske in neupoštevanje lahko povzroči policijsko ukrepanje, zlasti v bolj konservativnih območjih države. Ženska oblačila so pogosto okrašena s plemenskimi motivi, kovanci, bleščicami, kovinskimi nitmi in aplikacijami.
- Ghutrah (arabsko: غتره) je tradicionalno pokrivalo, ki ga običajno nosijo arabski moški. Narejeno je iz kvadratnega blaga ("šal"), običajno bombažnega, zloženega in ovitega v različne sloge okoli glave. Običajno se nosi na območjih s sušnim podnebjem, da zagotovi zaščito pred neposredno izpostavljenostjo soncu ter zaščito ust in oči pred napihanim prahom in peskom.
- Agal (arabsko: عقال) je kos arabskega pokrivala, sestavljen iz vrvice, ki je pritrjena okoli Ghutre, da jo drži na mestu. Agal je običajno črne barve.
- Thawb (arabsko: ثوب) je standardna arabska beseda za oblačilo. Dolgo je do gležnjev, običajno z dolgimi rokavi, podobno halji.
- Bišt (arabsko: بشت) je tradicionalno arabsko moško ogrinjalo, ki se običajno nosi samo zaradi prestiža ob posebnih priložnostih, kot so poroke.
- Abadža (arabsko: عبائة) je žensko oblačilo. Gre za črno ogrinjalo, ki ohlapno pokriva celotno telo, razen glave. Nekatere ženske se odločijo pokriti obraz z nikabom, nekatere pa ne. Nekatere abadže pokrivajo tudi vrh glave.

### Kulinarika
Kuhinja je podobna kuhinji okoliških držav na Arabskem polotoku in širšem arabskem svetu ter je vplivala in je bila pod vplivom turške, indijske, perzijske in afriške hrane. Uveljavljajo se islamski prehranski zakoni: svinjina ni dovoljena, druge živali pa so zaklane v skladu s halal. Kebab in falafel sta priljubljena, prav tako shāwarmā (šavarma), marinirana mesna jed iz jagnjetine, ovčetine ali piščanca na žaru. Tako kot v drugih arabskih državah Arabskega polotoka je med nacionalnimi jedmi poleg jedi mandi tudi machbūs (kabsa), riževa jed z jagnjetino, piščancem, ribami ali kozicami. Ploščat nekvašen kruh taboon je stalnica skoraj vsakega obroka, tako kot datlji, sveže sadje, jogurt in humus. Kava, postrežena v arabskem slogu, je tradicionalna pijača, priljubljeni pa so tudi čaj in različni sadni sokovi. Arabska kava je tradicionalna pijača v arabski kuhinji. Najzgodnejši utemeljeni dokazi o pitju kave ali poznavanju kavovca so iz 15. stoletja v sufijskih samostanih v Arabiji.